# KVADOS
KVADOS, a.s. je česká softwarová společnost se sídlem v Ostravě. Zabývá se výrobou a dodávkami vlastních informačních systémů, a to pro oblasti podnikových systémů (ERP) a velkoobchodu, maloobchodního prodeje, vztahů se zákazníky (CRM), logistiky a skladování (WMS) a řízení vnitrofiremních procesů. Specializuje se na automatizaci a robotizaci v oblasti logistiky. Nabízí také software pro poskytovatele servisu a služeb. Společnost disponuje vlastním datovým centrem v Ostravě, kde poskytuje cloudové služby. Je členem oborových sdružení IT Cluster a Czech ICT Alliance, rovněž spolupracuje s několika vysokými školami. Také je členem Asociace pro inovace v logistice (APIL). Do svých produktů i oblastí jejich využití se KVADOS trvale snaží přinášet inovace.

## Historie

### 1992–1999 – vznik společnosti
KVADOS působí na trhu ICT služeb od roku 1992, kdy začal zakladatel společnosti Miroslav Hampel podnikat jako fyzická osoba v oblasti dodávek softwaru. Již tehdy bylo součástí názvu živnostenského oprávnění KVADOS, což znamená zkratku „kvalitní dodavatelské služby“. S rozvojem podnikání získal první zaměstnance (1994) a činnost transformoval nejprve na společnost s ručením omezením (1997), následně na akciovou společnost (1999). V roce 1995 KVADOS začal s výrobou vlastního softwaru, prvním produktem byl ERP systém VENTUS ERP.

### 1999–2008 – vlastní software
V roce 1999 KVADOS nasadil produkt VENTUS ERP prvnímu zákazníkovi, čímž začal výrazný rozvoj společnosti a počet zaměstnanců narostl na 40. V roce 2000 firma vytvořila internetový prodejní portál Open.cz, který ale po odstoupení partnerů od projektu nikdy nespustila.
V roce 2001 KVADOS také začal vyvíjet mobilní informační systém myAVIS CRM určený pro řízení práce obchodních zástupců, ale i další aktivity v terénu.

### 2008-2017
V roce 2008 KVADOS zařadil mezi produkty pokladní systém myCASH POS a systém pro logistiku a skladování mySTOCK WMS. V roce 2009 se KVADOS i se svou dceřinou společností přestěhoval do nových prostor. V té době v nich začalo vznikat vlastní datové centrum, které bylo uvedeno do provozu v roce 2010. Ve stejném roce bylo rozhodnuto o fúzi s dceřinou společností KVADOS Mobile Solutions. Firma dále působila výhradně jako KVADOS a zaměstnávala přes 130 lidí. Do roku 2016 počet pracovníků narostl na 150 a firma stále hledala další zaměstnance.

### Od roku 2018
V roce 2020 začal KVADOS směřovat více také k automatizaci a robotizaci v logistice. V souvislosti s tím vznikl KVADOS Robotics, který se specializoval přímo na logistické roboty. V roce 2021 dokončil akvizici Bettaroe Robotics, která nabízela facility, gastro a hotelové roboty. KVADOS přišel i se svou vlastní nabídkou robotů v oblasti logistiky pod produktovou značkou myFABER. Dne 26. října 2021 byl slavnostně otevřen první robotizovaný sklad pro fulfillment, ve kterém byly pro zájemce o tyto technologie pořádány referenční návštěvy. Díky svému portfoliu produktů nabízel tak i komplexní řešení v oblasti logistiky. S rozrůstajícím se potenciálem firmy vznikla skupina KVADOS Group, která zastřešovala společnosti z oblasti logistiky a robotizace.

## Ocenění
- Ocenění TRAINING & CERTIFICATION EXCELLENCE 2025 - ocenění za vysokou úroveň školení a certifikace v oblasti HaiPick robotů pro myFABER®
- Pozoruhodný produkt IT BusinessIT 2025 – Řídící vrstva myFABER® WES
- Logistika.tv: Nejlepší logistický produkt 2024, 1. místo, Revoluční automatický paletový sklad myFABER® 4D Shuttle
- Logistika.tv: Nejlepší logistický projekt roku 2024, 1. místo, Robotická revoluce s myFABER® a mySTOCK® WMS v SENCO Příbram spol. s r.o.
- BusinessIT.cz: Pozoruhodným produkt IT 2024, Automatický paletový sklad myFABER® 4D Shuttle
- Svaz průmyslu a dopravy ČR: Integrátor roku 2023, projekt implementace 5G SA sítě
- Logistika.tv: Nejlepší logistický produkt 2022/2023, 3. místo, myFABER Palletjack X1[12]
- AFI: Cena za významný počin v oblasti investic 2023, myFABER Palletjack X1[13]
- BusinessIT.cz: Pozoruhodným produkt IT 2023, myFABER Palletjack X1[14]
- Logistika Impuls: Top logistický projekt 2022, 5. místo, projekt pro DEXTRUM Fullfilment – první robotizovaný sklad v ČR[15]
- Computerworld: IT produkt roku 2019 myTEAM[16]
- Logistika Impuls: Top logistický produkt z oblasti softwaru, 2. místo, mySTOCK WMS[17]
- Zlatý středník: Nejlepší firemní periodikum v sektoru: Elektronika a telekomunikace 2017, 2. místo[17]
- Zlatý středník: Nejlepší B2B časopis a noviny 2017, 3. místo[17]
- Zlatý středník: TOP RATED nejvyšší profesionální úrovně a kvality zaměstnaneckého časopisu 2017[17]
- Fénix Content Marketing 2014 za kvalitně zpracovaný obsah, včetně vysoké formální úrovně[17]
- Inovační firma Moravskoslezského kraje 2014, 2. místo[18]
- Microsoft Awards Finalist 2011[19]
- Podnikatelský projekt roku, kategorie ICT a strategické služby, 3. místo[20]
- Microsoft Technology Awards Winner 2009[21]
- Microsoft Technology Awards Winner 2008[22][23]
- Microsoft Industry Awards Winner 2007[24]
- Křišťálový disk INVEX 2007[25]
- Microsoft Industry Awards Winner 2006[26]
- Microsoft Industry Awards Winner 2005[27]